# Alcaraz
Alcaraz és una ciutat de la província d'Albacete, situada a la Serra d'Alcaraz), a la qual dona nom. Inclou les pedanies de Canaleja, El Cepillo, Escondite, Escorial, El Horcajo, La Hoz, El Jardín, La Mesta, Sabinas de Pinilla y Solanilla.
És el cap del partit judicial nº 2 de la província d'Albacete, que inclou les localitats d'Alcaraz, El Ballestero, Bienservida, Bogarra, Casas de Lázaro, Cotillas, Masegoso, Paterna del Madera, Peñascosa, Povedilla, Riópar, Robledo, Salobre, Vianos, Villapalacios, Villaverde de Guadalimar i Viveros.

## Demografia

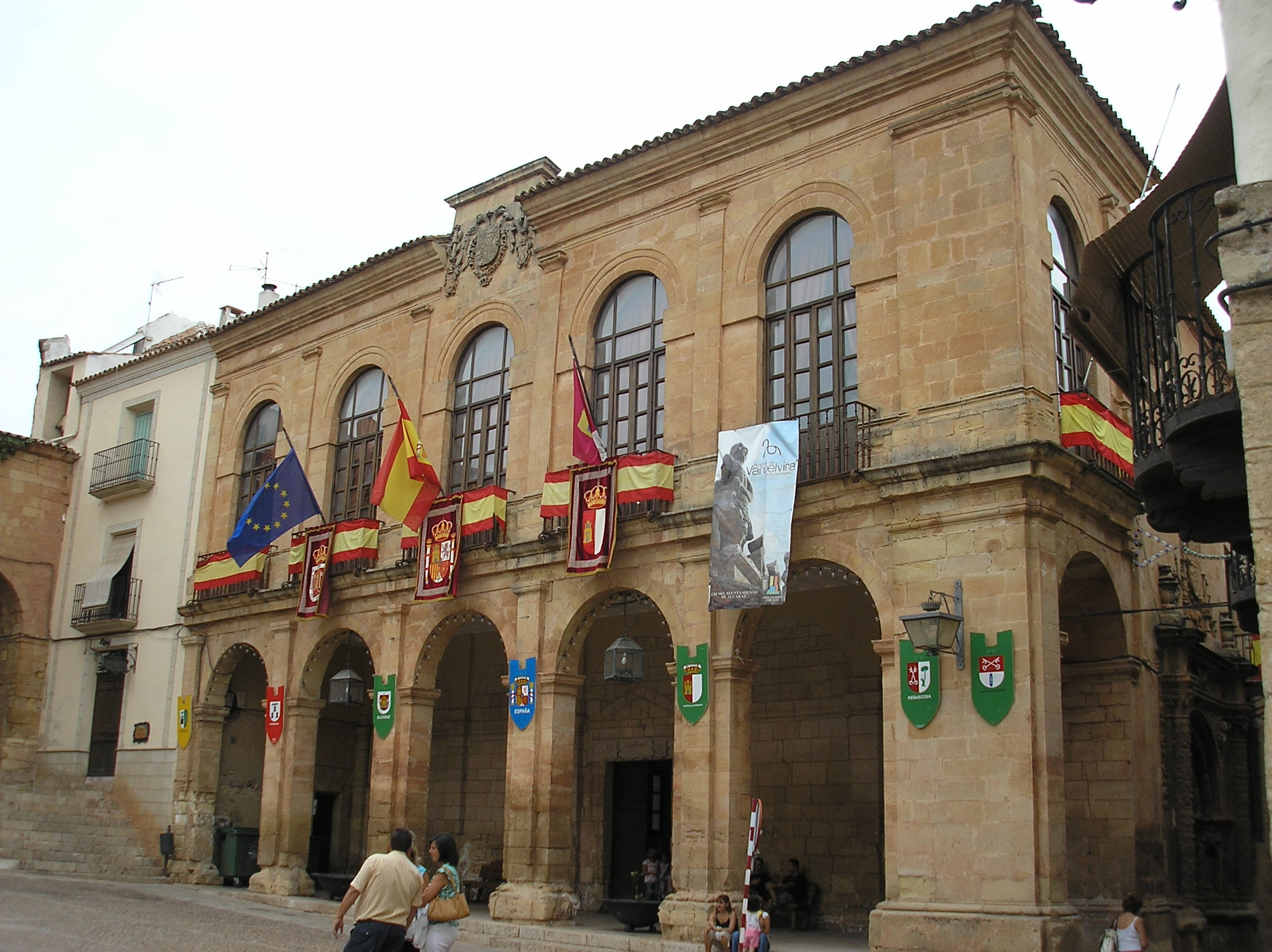
Ajuntament

Com en la majoria de pobles del sud de la província d'Albacete, la població va créixer significativament en la primera meitat de segle xx, fins a arribar al seu màxim el 1950, i després va disminuir de forma molt accentuada, fins als anys 80. Des de llavors, amb lleugers alts i baixos, la població es manté estable, en general sense arribar als dos mil habitants.
| 1900  | 1910  | 1920  | 1930  | 1940  | 1950  | 1960  | 1970  | 1981  | 1991  | 1996  | 2001  | 2005  |
| ----- | ----- | ----- | ----- | ----- | ----- | ----- | ----- | ----- | ----- | ----- | ----- | ----- |
| 4.501 | 5.405 | 4.879 | 5.279 | 5.864 | 6.132 | 4.771 | 2.775 | 1.808 | 2.087 | 1.799 | 1.740 | 1.766 |

## Patrimoni Històric

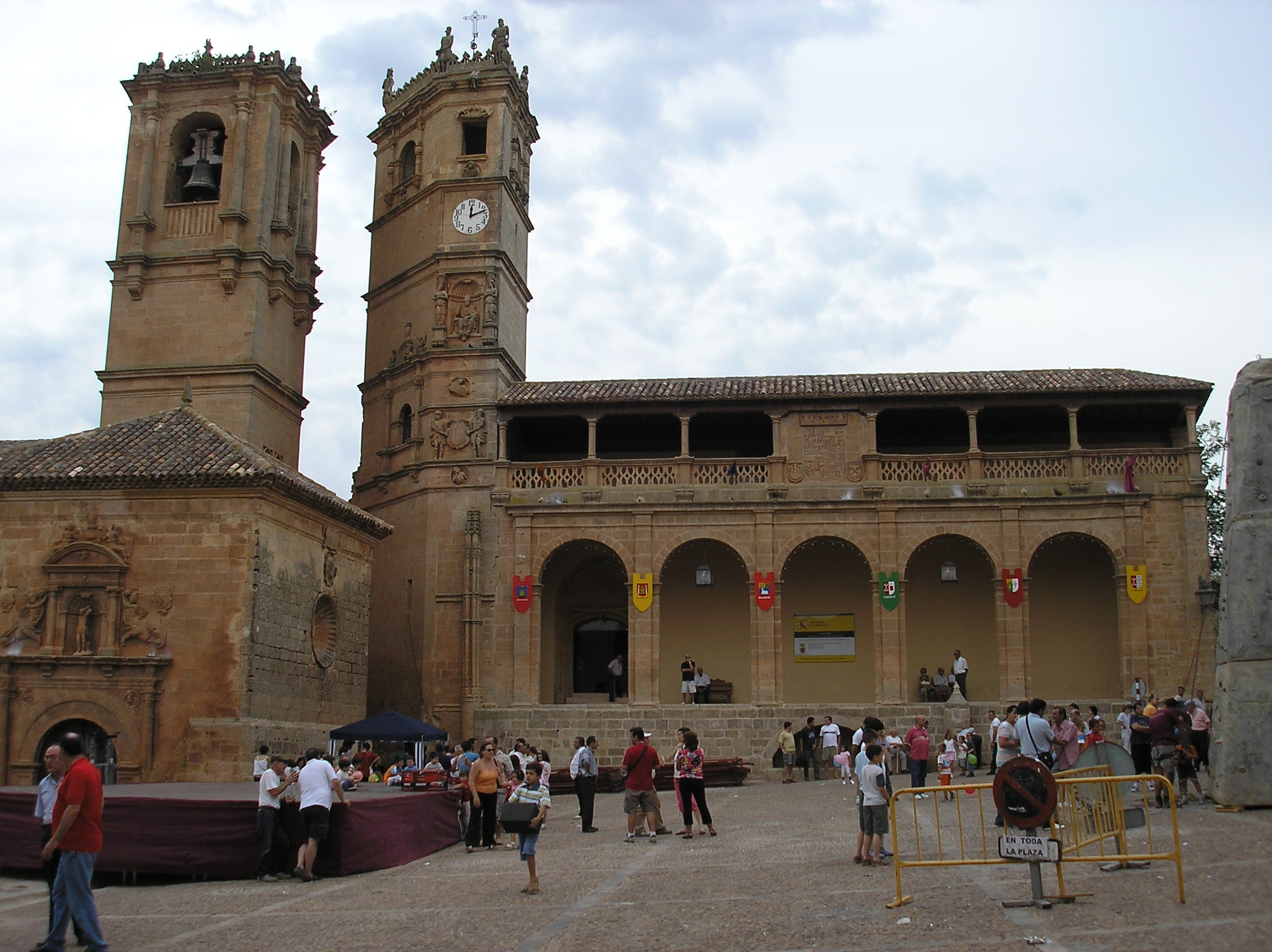
Plaça Major

Destaca el nucli antic de la ciutat, declarat Conjunt Històric-Artístic; dominant el conjunt, en la seva plaça destaquen les Torres del Tardón (del rellotge) i de la Trinitat.

## Administració
| Període      | Nom de l'alcalde/-essa            | Partit polític | Data de possessió |
| ------------ | --------------------------------- | -------------- | ----------------- |
| 1979 - 1983  | Juan Castro Serrano               | PSOE           | 19/04/1979        |
| 1983 - 1987  | Juan Castro Serrano               | PSOE           | 28/05/1983        |
| 1987 - 1991  | Juan Francisco Fernández Jiménez  | PSOE           | 30/06/1987        |
| 1991 - 1995  | Juan Francisco Fernández Jiménez  | PSOE           | 15/06/1991        |
| 1995 - 1999  | Juan Francisco Fernández Jiménez  | PSOE           | 17/06/1995        |
| 1999 - 2003  | Francisco Guillermo García García | PP             | 03/07/1999        |
| 2003 - 2007  | Vicenta Rozalén Martínez          | PSOE           | 14/06/2003        |
| 2007 - 2011  | Vicenta Rozalén Martínez          | PSOE           | 16/06/2007        |
| 2011 - 2015  | n/d                               | n/d            | 11/06/2011        |
| 2015 - 2019  | n/d                               | n/d            | 13/06/2015        |
| 2019 - 2023  | n/d                               | n/d            | 15/06/2019        |
| Des del 2023 | n/d                               | n/d            | 17/06/2023        |

## Personatges il·lustres
- José Juan Dómine, diputat liberal, metge i fundador de la Trasmediterránea.